# Karl Epple

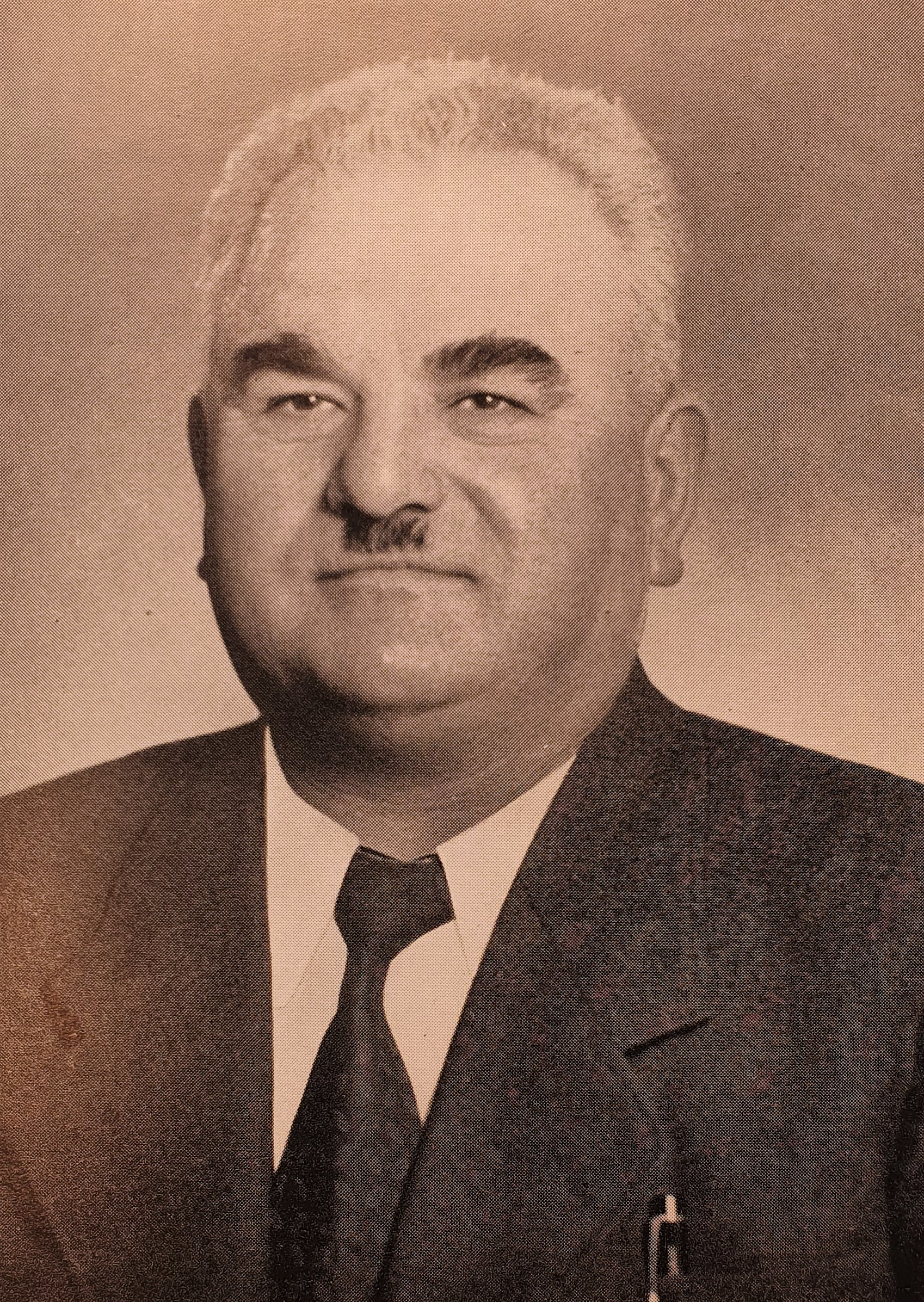
Porträt von Karl Epple

Karl Epple (* 18. April 1893 in Cannstatt, heute Stuttgart-Bad Cannstatt; † 6. Januar 1961 in Schruns, Vorarlberg) war ein deutscher Fuhr- und Tiefbauunternehmer und Gründer der gleichnamigen Kies- und Tiefbaufirma. Er gilt als der „Vater“ des Max-Eyth-Sees, heute eine Freizeitanlage bei Stuttgart-Hofen. Das Ehepaar Karl und Berta Epple war eng mit der Fracht- und Personenschifffahrt auf dem Neckar verbunden. 1956 gründete Berta Epple die Firma „Neckar-Personen-Schiffahrt Berta Epple“.

## Leben und Wirken

### Frühe Jahre
Karl Epple wuchs auf in Cannstatt als Sohn des Weingärtners und Fuhrunternehmers Wilhelm Epple und seiner Ehefrau Dorothea, geb. Lauster. Epple hatte acht Geschwister und musste im Betrieb früh mitanpacken. Nach Ende seiner Schulzeit 1907 trat er in das väterliche Unternehmen ein. Da Epple Geschick im Umgang mit Pferden hatte, wurde ihm bald das Führen eines Gespanns überlassen. Um Meinungsverschiedenheiten mit dem geschäftlich eher traditionell geprägten Vater zu vermeiden, verließ Epple mit achtzehn Jahren sein Elternhaus und sammelte etwa zwei Jahre lang Erfahrungen in verschiedenen Betrieben, zuletzt als Stahlkocher in der Gutehoffnungshütte in Oberhausen und als Kutscher in einer Brauerei in Schwetzingen.
1913 leistete er seinen Militärdienst beim badischen Fußartillerieregiment in Straßburg. Am 2. August 1914 begann der Erste Weltkrieg und Epples Regiment wurde nach Westen verlegt. Er überstand den Krieg ohne schwere Verwundung und kam 1919 von der Entlassungsstelle mit zehn Militärpferden zurück, die er vom Ersparten gekauft hatte.
Er gründete 1919 mit seinen fünf Pferdegespannen ein eigenes Fuhrunternehmen in Cannstatt, das schnell florierte. Neben Fuhren aller Art wurden auch solche im Tiefbau unternommen und bald waren 15 Pferdegespanne im Einsatz. Der Firmenleiter steuerte sein Geschäft zielstrebig durch die Krisen der Nachkriegsjahre und motorisierte und modernisierte nach und nach seinen Fuhr- und Maschinenpark. 1924 wurde Epple Teilhaber bei der Firma Pfander und Oberer in Stuttgart-Hofen, die dort Kies- und Sandabbau am Neckar und im Bereich des heutigen Max-Eyth-Sees betrieb.

### Familie
Im Oktober 1920 heiratete Karl Epple Mathilde Schönbein aus einer angesehenen Cannstatter Weingärtnerfamilie. Die Familie wuchs rasch: 1921 wurde Hilde geboren, dann 1922 Paul, 1927 Karl und 1928 Wilhelm. Schicksalsschläge blieben der Familie nicht erspart. 1927 starb Epples Vater, 1930 seine Frau Mathilde und 1933 seine Mutter Dorothea. Epple mit seiner großen Familie suchte nach einer neuen Partnerin und heiratete 1933 Berta Steinle, die aus einer Gärtnerfamilie in Stuttgart-Gablenberg stammte. 1935 wurde der Sohn Fritz geboren.

### Selbstständigkeit und Aufstieg
Die Firma erweiterte sich 1929 um Kieswerke in Besigheim und Kirchentellinsfurt. Seit 1932 betätigte sich der Betrieb auch mit Großgeräten im Tiefbau. Im Jahr 1933 kam es zur Trennung der Firmen Epple und Pfander und Oberer. Epple führte das Kieswerk am Max-Eyth-See nun selbständig weiter. In rascher Folge wurden neue Kiesgruben erschlossen: 1934 Aldingen, das Werk auf dem Cannstatter Wasen, 1936 Uhingen, Forchheim bei Karlsruhe, 1938 Tübingen und Neuburg am Rhein. Dazu kamen Beteiligungen an Werken in Marbach und Neckarrems. Die Firma wurde zum Baustoffpionier mit den Produkten Transportbeton, Trockenmörtel, Sand und Kies und die Belegschaft wuchs auf 200 Personen an. Die soziale Betreuung der Arbeiter und Angestellten und die Wohlfahrtseinrichtungen für das Personal galten als vorbildlich.

### Zweiter Weltkrieg
Ab 1938 nahm der Kiesbedarf durch Bunker- und Straßenbau stark zu. So war die Firma mit ihren modernen Geräten am Bau des Westwalls beteiligt und beim Ausbau des Atlantikwalls eingesetzt. Die Zahl der Beschäftigten stieg in dieser Zeit sprunghaft auf 800 Personen an.
1944 erlitt die Firma durch Kriegseinwirkungen große Schäden. Das Stammhaus in Bad Cannstatt wurde von einer Fliegerbombe bis auf die Grundmauern zerstört. Der Bauhof in Stuttgart-Hofen mit den Materialvorräten brannte ab, Geräte- und Fuhrpark waren erheblich zerstört oder durch die Besatzungsmächte konfisziert. Die Kieswerke waren herabgewirtschaftet und litten an Ersatzteilmangel.

### Nachkriegszeit und Wirtschaftswunder
Epple hatte aus Liebhaberei die Pferdehaltung nie aufgegeben und so konnten seine Fuhrwerke in den Nachkriegstagen 1945 die Stuttgarter Bevölkerung mit Fleisch und Gemüse aus dem Umland versorgen.
Durch die unermüdliche Arbeit des Firmenchefs, seiner Familie und seiner Belegschaft ging es mit der Firma bald wieder aufwärts. 1946 trat der älteste Sohn Paul in den Betrieb ein und betreute den Fuhrpark. 1949 wurde aus Zweckmäßigkeitsgründen eine Firmenaufteilung in die Karl Epple KG und die Karl Epple Tiefbau GmbH vorgenommen. Berta Epple verstand sich von Anfang an als Geschäftspartnerin ihres Mannes und engagierte sich tatkräftig im Unternehmen. Der Betrieb einer sehr leistungsfähigen Trümmerverwertungsanlage, mit der über die Hälfte der in Stuttgart angefallenen Trümmer verarbeitet wurde, stand am Anfang des Erfolgs. Die Kieswerke kamen wieder in Gang und lieferten Material für den Wiederaufbau in Stuttgart.
Acht Jahre nach Kriegsende hatte die Firma wieder 300 Beschäftigte in mehreren Kieswerken, darunter Stuttgart-Hofen und Mundelsheim am Neckar. Das Unternehmerpaar wurde über die Region hinaus bekannt, auch für seine Wohltätigkeit, und die beiden galten als typische Vertreter des Wirtschaftswunders. Der von seiner Umgebung als urig, knorrig, aber auch warmherzig beschriebene Karl Epple bekam den anerkennenden Spitznamen „Kies-Epple“ und Berta Epple war „die Frau vom Kies-Epple“.
Das Ehepaar war Mitinitiator für den Neckarausbau als Schifffahrtsstraße. Im Zuge der Kanalisierung des Neckars, an dessen Ausbau Epple beteiligt war, und dem Bau des Stuttgarter Hafens gründete er die Reederei „Karl und Berta Epple“ und erwarb 1956 für den Kiestransport auf dem Wasser zwei Frachtschiffe: „Karl Epple“ und „Mathilde Epple“, benannt nach seiner ersten Frau.
Zudem ließ Berta Epple noch im gleichen Jahr die Firma Neckar-Personenschifffahrt Berta Epple ins Handelsregister eintragen. Bisher waren auf dem Neckar im Raum Stuttgart über größere Entfernungen nur Frachtschiffe unterwegs gewesen. Rasch wuchs die weiße Flotte auf sieben Schiffe an und wurde von Berta Epple zu einem erfolgreichen Unternehmen geführt.

### Ende und Ausblick
Das aufreibende Leben forderte seinen Tribut. Anfang Januar 1961 starb Epple nach langer, schwerer Krankheit in Schruns/Vorarlberg. Er wurde unter großer Anteilnahme der Bevölkerung auf dem Steigfriedhof in Bad Cannstatt beerdigt. Die zahlreichen Nachrufe würdigten vor allem seine Verdienste um den Wiederaufbau in Stuttgart und den Ausbau des Neckarkanals sowie seine vielen sozialen Hilfeleistungen besonders für alte und kranke Mitbürger.
Berta Epple war nun auch Gesellschafterin der Firma Karl Epple bis zu ihrem frühen Tod 1965.
In das Unternehmen stiegen 1952 und 1954 die Söhne Karl (1927–2004) und Wilhelm (1928–1993) aus Epples erster Ehe ein und hatten nach dem Tod von Berta Epple und Paul Epple (1922–1977) leitende Funktionen inne. Die umstrukturierte Firmengruppe Karl Epple GmbH & Co.KG existiert weiter mit dem Firmensitz in Bad Cannstatt, Verwaltung in Remseck-Aldingen und dem Schiffs- und Lkw-Umschlagplatz Benningen. Zudem gibt es eine Reihe von Beteiligungen an Kieswerken anderer Firmen. In Mundelsheim am Neckar, wo auch ein Kies- und Schotterwerk der Firma existiert, ist eine Straße nach Karl Epple senior benannt.

## Die Epple-Seen
- Durch den Bau der Brücke mit Stauwehr bei Stuttgart-Hofen und die umfangreichen Erdarbeiten im Zuge der Neckarkanalisierung entstand ein Stausee, der die Landschaft wesentlich veränderte. Epple machte der Stadt Stuttgart den Vorschlag, das Gelände zu kaufen und den Stausee zu einer Sport- und Badeanlage auszubauen. Diese Idee wurde umgesetzt und am 24. Juli 1935 wurde Süddeutschlands modernste „Volkserholungsstätte“ feierlich eingeweiht. Daher gilt Karl Epple als „Vater“ des heutigen Max-Eyth-Sees. Dieser See wurde 1936 zum 100. Geburtstag des Ingenieurs und Schriftstellers Max Eyth nach diesem benannt.[1][12][13]
- Beim Kiesabbau im Gewann „Unterer Wasen“ südlich der Fils in Uhingen blieb ein Kiesweiher von der ehemaligen Sortier-, Wasch- und Verladeanlage der Firma Epple erhalten. Dieser sogenannte Epplesee existiert bis heute und wird vom Fischereiverein Uhingen gepflegt.
- Bei Rheinstetten-Forchheim gibt es einen weiteren 35 ha großen Epplesee, der 1936 von der Firma Epple zum Kiesabbau angelegt wurde und bis heute ein beliebter Badesee im Raum Karlsruhe ist.
- Noch größer ist der Kirchentellinsfurter Baggersee von 1,2 km Länge und 250 m Breite, der durch den Kiesabbau der Firma Karl und Ernst Epple von 1929–1984 entstand.
- Schließlich gibt es bei Tübingen-Hirschau noch einen Epplesee von etwa 8,7 ha, der ebenfalls aus einer Kiesgrube der Firma hervorging. Der See wird zum Baden und als Angelsee genutzt.